# Leucadendron immoderatum
Leucadendron immoderatum är en tvåhjärtbladig växtart som beskrevs av Rourke. Leucadendron immoderatum ingår i släktet Leucadendron och familjen Proteaceae. Inga underarter finns listade i Catalogue of Life.